# Pierre Duhem
Pierre Duhem (París, 1861 - Cabrespina, 1916) fou un físic i historiador de la ciència francès, especialitzat en l'edat mitjana. Afirmà que tots els experiments físics incloïen hipòtesis explicatives que els allunyaven de la pretesa objectivitat i en l'anomenada tesi Duhem-Quine exposà que pel mateix motiu mai és possible explicar aïlladament un fenomen o acceptar la validesa d'un experiment, ja que tots es basen sempre en axiomes prèviament assumits, en un cercle viciós del que no es pot escapar.
S'oposà a la tesi dominant segons la qual els segles medievals van ser d'endarreriment cultural. Per contra, ell pensava que els científics medievals, a l'empara de l'església, van fer avançar el coneixement i que no hi hagué per tant cap ruptura traumàtica amb edats anteriors o posteriors. Aquests científics investigaren amb ajuda de la seva fe, que pertany a un àmbit diferent que el del pensament racional però de la qual no es pot prescindir, independentment de l'orientació religiosa personal.
Durant la Primera Guerra Mundial participà en la polèmica que contraposava les maneres de fer ciència alemanya i francesa, seguint Pascal.
Va ser un dels fundadors de la fisicoquímica, a més de dedicar-se a la història i la filosofia de la ciència. Exercia de professor de física teòrica a la Universitat de Bordeus.
Duhem és el pioner dels estudis històrics sobre la ciència medieval. En aquest àmbit va escriure la seva monumental obra en 10 volums  El sistema del món, història de les doctrines cosmològiques de Plató a Copèrnic .
Duhem, les teories van estar influïdes pel principi de l'economia de Ernst Mach, segons el qual "la meta que s'ha posat [la física] és ser l'expressió dels fets més simple i econòmica". En  La théorie physique: són objet et sa structure . A diferència d'altres historiadors (Voltaire i Condorcet, per exemple), que menyspreaven l'edat mitjana, va tractar de mostrar que l'Església Catòlica va ajudar a l'aparició de la ciència occidental i que va ser un dels períodes més fructífers en aquest sentit. El seu treball aquest camp vi impulsat originàriament per les seves investigacions en els orígens de l'estàtica, durant les que va descobrir els treballs de matemàtics i filòsofs medievals com Nicolás Oresme i Roger Bacon, la sofisticació va sorprendre. Arran d'aquestes investigacions les va considerar els fundadors de la ciència moderna, i va adduir que van anticipar molts descobriments de Galileu i altres pensadors posteriors. Duhem va concloure que "la mecànica i la física de la qual els temps moderns estan comprensiblement orgullosos, procedeixen, mitjançant una ininterrompuda sèrie de millores a penes perceptibles, de les doctrines proferides al cor de les escoles medievals"
En filosofia de la ciència es coneix sobretot per la formulació de la tesi Duhem-Quine.
La primera biografia àmplia sobre Pierre Duhem és obra de Stanley Jaki. Va ser publicada el 1984 per l'Editorial Nijhoff de l'Haia.